# Dumbo the Flying Elephant

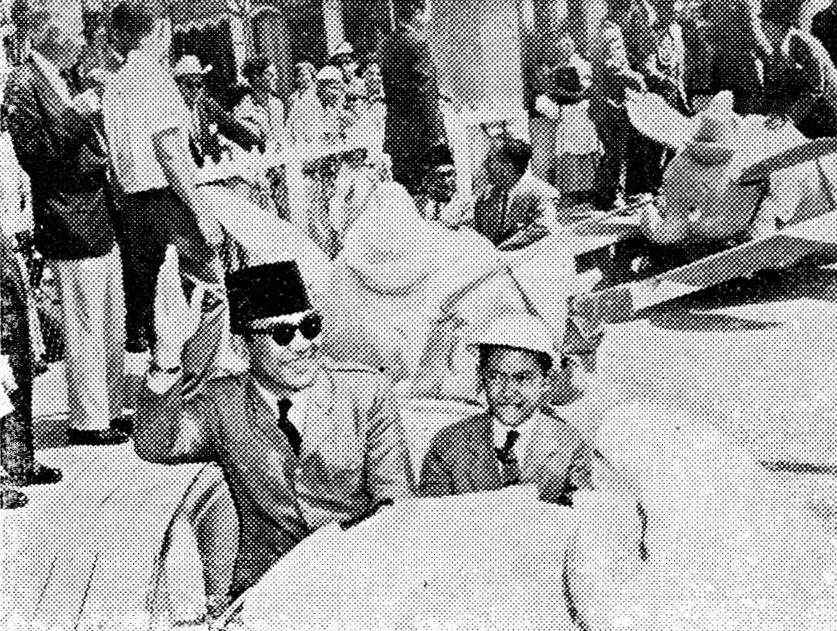
Soekarno met zijn zoon in de attractie in het Disneyland Park in Anaheim in 1957

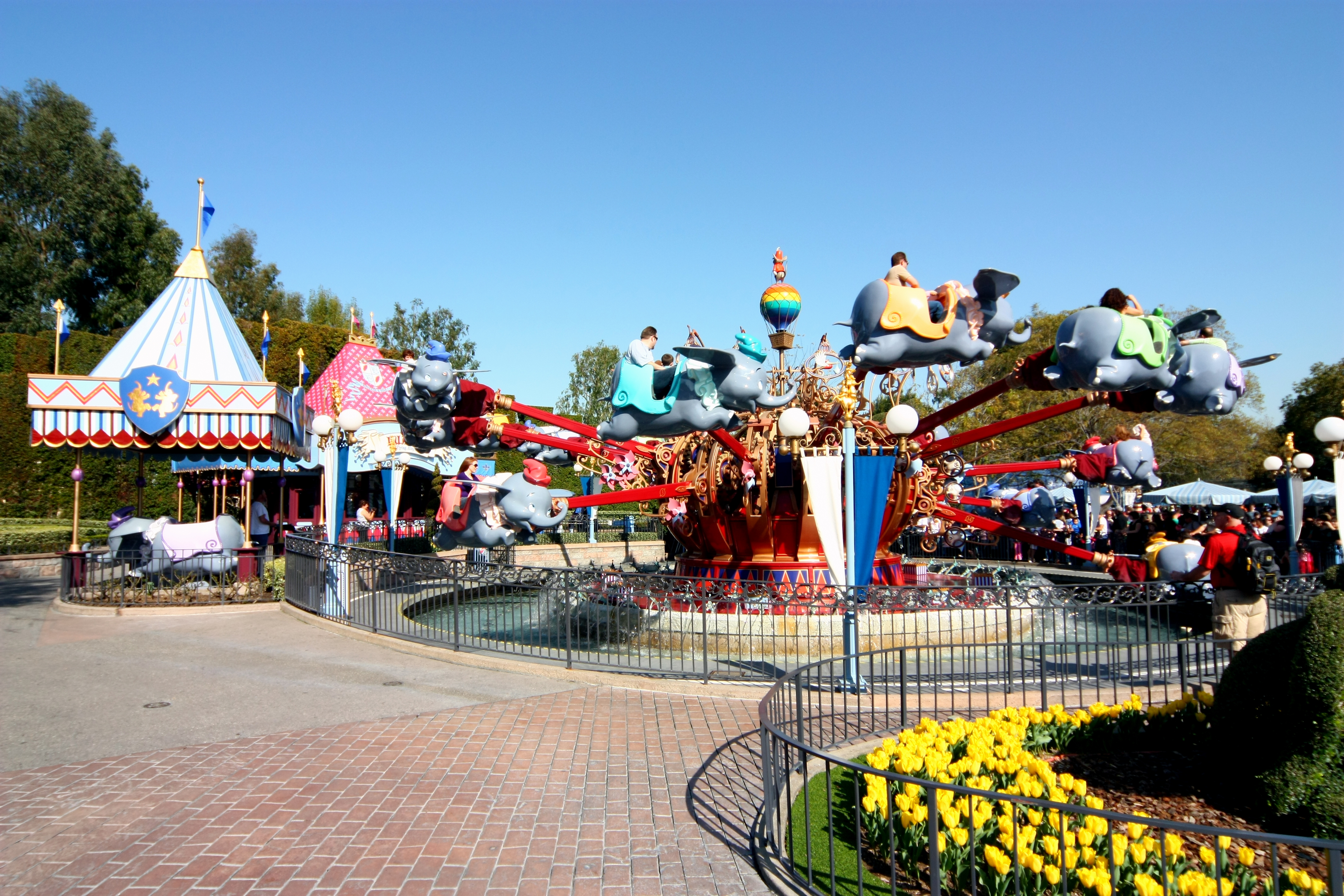
Dumbo the Flying Elephant in het Disneyland Park in Anaheim

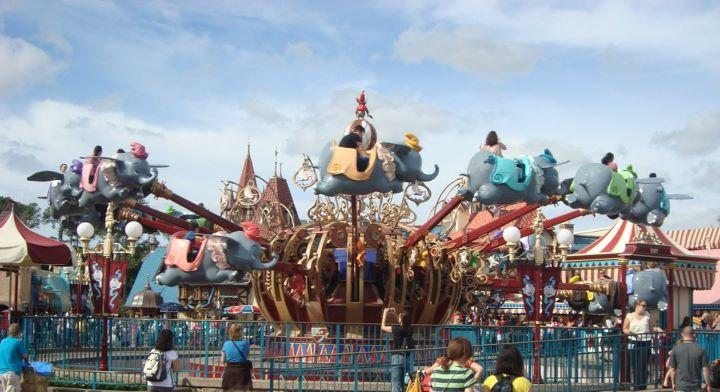
De in 2012 gesloten versie van Dumbo the Flying Elephant in het Magic Kingdom

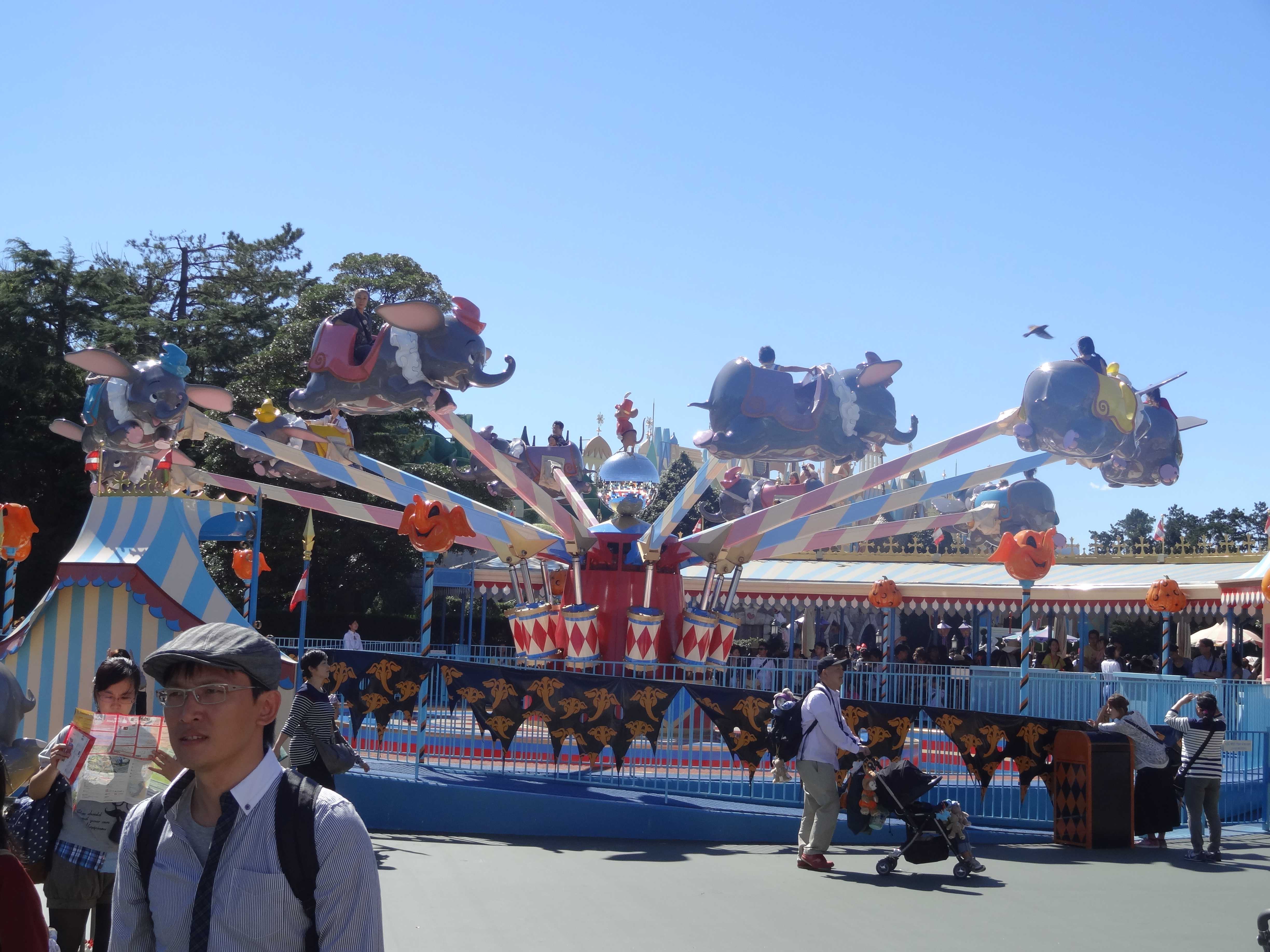
Dumbo the Flying Elephant in Tokyo Disneyland

Dumbo the Flying Elephant is een attractie in de attractieparken Disneyland Park in Anaheim, Magic Kingdom, Tokyo Disneyland, Disneyland Park in Parijs, Hong Kong Disneyland en Shanghai Disneyland, die (behalve in het Disneyland Park in Anaheim) allemaal geopend werden samen met het bijbehorende attractiepark zelf. Enkel in Disneyland Anaheim werd de attractie een maand later geopend. De attractie is een red baron-attractie in het thema van de film Dombo.

## Geschiedenis
Hoewel de attractie al vanaf begin af aan binnen de context van de film Dombo werd geplaatst, was de werktitel van de eerste versie "10 Pink Elephants on Parade", daarbij verwijzend naar een dronken scène uit Dombo met daarin roze olifanten. De voertuigen van de attractie zouden dan zijn vormgegeven als deze roze olifanten. Daar kwam echter kritiek op van Walt Disney, die niet wilde dat een attractie gebaseerd zou zijn op een dronken bui.

### Disneyland Park in Anaheim
In het Disneyland Park in Anaheim zou de attractie al deel uit moeten maken van het openingsaanbod van het park. Dankzij problemen met de 10 olifantvoertuigen, die zwaarder bleken dan geschat, zou de attractie uiteindelijk een maand later opengaan, op 16 augustus 1955. Voor de bouw werd samengewerkt met Arrow Development. In eerste instantie zouden de oren van de olifanten op en neer moeten bewegen, gelijk aan Dombo uit de film, en waren daarom scharnieren in de oren ingebouwd. Dit effect bleek echter niet te werken, waardoor de oren stil bleven staan, en pas begin jaren '60 werden vervangen door oren zonder scharnieren. In 1983 werd de attractie volledig opnieuw ontworpen en verplaatst naar een andere locatie in het park, als onderdeel van de renovatie van Fantasyland van dat jaar. Na een tweetal mankementen met ongelukken tot gevolg, werd deze variant in november 1990 vervangen door een nieuwe variant, die eigenlijk al gebouwd was om naar het Disneyland Park in Parijs te worden verscheept. Dit nieuwere model had in plaats van 10 olifanten (zoals in het vorige model) 16 olifanten, waardoor de capaciteit van de attractie werd vergroot.

### Magic Kingdom
In het Magic Kingdom maakte de Dombo-attractie deel uit van het openingsaanbod van het park op 1 oktober 1971. Het oorspronkelijke model kende net als de eerdere versie in Anaheim 10 olifantenvoertuigen. Op openingsdag bevatte de attractie echter nog niet het figuur van Timmie Muis boven op een discobal zoals in Anaheim, deze werd later toegevoegd. In 1993 werd ook de Magic Kingdom-variant vervangen door het Parijse ontwerp met 16 olifantenvoertuigen. De waterpartij rondom de attractie werd echter weggelaten; vanwege de onderliggende tunnels kon een waterpartij hier niet gerealiseerd worden.
Met de uitbreiding van Fantasyland tussen 2011 en 2014 werd de Dombo-attractie uiteindelijk gesloten op 8 januari 2012, om aan het eind van datzelfde jaar te openen in het vernieuwde Fantasyland. De attractie werd gesloopt op de oude locatie, maar kwam in een dubbelvariant terug in het vernieuwde Fantasyland, in het Storybook Circus-gedeelte. Daarbij werden een waterpartij, een interactieve wachtrij en een FastPass-systeem toegevoegd.

### Tokyo Disneyland, Disneyland Park in Parijs, Hong Kong Disneyland en Shanghai Disneyland
Voor zowel Tokyo Disneyland, het Disneyland Park in Parijs, Hong Kong Disneyland en Shanghai Disneyland maakte Dumbo the Flying Elephant deel uit van het openingsaanbod van de parken. In Tokyo Disneyland is dit tot op de dag van vandaag dezelfde versie als die in 1971 in het Magic Kingdom werd geopend, met 10 olifantenvoertuigen. In het Disneyland Park in Parijs, Disneyland Hong Kong en Shanghai Disneyland zijn dit de modellen zoals die voor het Disneyland Park in Parijs zijn ontworpen, met 16 olifantenvoertuigen.

## Opzet

### Disneyland Park in Anaheim, Magic Kingdom, Disneyland Park in Parijs, Hong Kong Disneyland en Shanghai Disneyland
De versies zoals deze in het Disneyland Park in Anaheim, Magic Kingdom, het Disneyland Park in Parijs, Hong Kong Disneyland en Shanghai Disneyland zijn te vinden, zijn gelijk aan elkaar. Rondom een middenstuk dat eruitziet als de mechaniek van een speeldoosje (door een van de ontwerpers benoemd als wat een uitvinding van Gepetto uit de film Pinokkio), zijn 16 armen geplaatst met op het uiteinde een voertuigje dat eruitziet als het olifantje Dombo. Voor elk voertuigje heeft het mutsje en 'zadel' van Dombo een andere kleur. Onder de olifanten is een waterpartij te vinden, met fonteinen vanuit het middenstuk van de attractie. Boven op het middenstuk is een beeldje te vinden van Timmie de Muis boven op een luchtballon, met in zijn hand de magische veer uit de film Dombo. De wachtrij van de attractie loopt rondom de draaimolen heen.
In het Magic Kingdom is de attractie echter in een dubbele variant te vinden (dus: twee draaimolens) en beschikt over een interactieve wachtrij, gesitueerd in een grote tent achter de twee attracties. Ouders kunnen hun kinderen hier laten spelen terwijl zijzelf in de rij staan. Daarnaast beschikt deze editie over een FastPass-systeem.
Anders dan de varianten in het Disneyland Park in Anaheim, Magic Kingdom, het Disneyland Park in Parijs en Hong Kong Disneyland, die in Fantasyland zijn gesitueerd, bevindt de attractie in Shanghai Disneyland zich in de Gardens of Imagination.

### Tokyo Disneyland
Qua uiterlijk van de attractieconstructie, is de variant in Tokyo Disneyland afwijkend van die van de andere parken. Rondom een middenstuk van een discobal met daarbovenop een beeldje van Timmie de Muis (hier heeft hij een zweep in zijn hand), zijn 10 armen geplaatst met op het uiteinde een voertuigje dat eruitziet als het olifantje Dombo. Voor elk voertuigje heeft het mutsje en 'zadel' van Dombo een andere kleur. De wachtrij van de attractie loopt rondom de draaimolen heen.

## Trivia
- Toen Democraten-president Harry S. Truman het Disneyland Park in Anaheim bezocht in 1957, sloeg hij het aanbod voor een ritje in de attractie af, vanwege de olifant als het symbool van de oppositie, de Republikeinse Partij.[6]